# ヨコハマメリー
『ヨコハマメリー』は、日本のドキュメンタリー映画。
中村高寛の初監督作品。2005年制作、2006年4月15日公開。カラー/スタンダード/1時間32分。

## 作品概要
白塗りの厚化粧をしてドレスに身を包み、街角に出没して横浜の風景の一部となっていたホームレスの老嬢メリーさん。1995年の初冬、人知れず姿を消した彼女の半生を、若きスタッフたちは多くの関係者の証言をもとに追いかける。5年の歳月をかけた地道な作業の積み重ねの中からメリーさんの実像が次第に浮かび上がるとともに、証言者たちそれぞれの戦後史もまた浮き彫りにされていくのだった。それは横浜という街の、そして日本という国の歴史の一断面でもある。

## 出演
- 永登元次郎（シャンソン歌手）
- 五大路子（女優）
- 杉山義法（脚本家）
- 清水節子（歌手、SEXカウンセラー）
- 広岡敬一（風俗ライター）
- 団鬼六（作家）
- 山崎洋子（作家）
- 大野慶人（舞踏家）
- 福寿祁久雄（映画プロデューサー）
- 松葉好市（『聞き書き 横濱物語』著者）
- 森日出夫（写真家）

ほか

## スタッフ
- 監督・構成：中村高寛
- 企画・制作：人人FILMS
- プロデューサー：白尾一博、片岡希
- 撮影：中澤健介、山本直史
- 編集：白尾一博
- MA：濱田豊、prestage
- 音響効果：斎木琢磨
- 音楽：SINCE（コモエスタ八重樫＋福原まり）
- 写真：森日出夫
- 宣伝美術：鈴木一誌
- イラスト：宇野亜喜良
- 提供：レントラックジャパン、ナインエンタテインメント
- 配給：ナインエンタテインメント
- 配給協力・宣伝：アルゴ・ピクチャーズ

## 主題歌
- 渚ようこ『伊勢佐木町ブルース』（青江三奈のカバー）

作詞：川内康範／作曲：鈴木庸一／編曲：コモエスタ八重樫、福原まり

## 評価
映画評論家の高崎俊夫は、本作品は「先鋭的な方法論も、奇を衒ったアプローチも使わずに、対象にまっすぐ素手で触れるような親密さにあふれたドキュメンタリー」であり、大島渚のドキュメンタリーの定義を満たした作品になっていると賛辞を送っている。
また批評家のチャック・スティーブンスは、本作品が現代人の直面する疎外という状況とそこに暗示的に含まれる存在と不在のダイナミズムに関する興味深い考察であると述べたうえで、メリーさんが自らの存在を周りの人に良く見せようとする一方、その自己呈示を超えて、最終的に感動的な存在として姿を現すように、この作品もまた自己呈示の枠を超え、頑なに終焉を拒む生が死さえもおびやかし、(一時的とはいえ)敗北に追い込んでいく様を描く感動的な映画になっていると評している。

## 受賞
- 第80回キネマ旬報ベスト・テン[3]
  - 文化映画ベスト・テン第7位
- 2006年度文化庁映画賞：文化記録映画優秀賞
- 第28回ヨコハマ映画祭[4]
  - 日本映画ベスト・テン第6位
  - 新人監督賞
  - 審査員特別賞
- 第26回藤本賞（2006年）：新人賞
- 第16回日本映画批評家大賞：ドキュメンタリー作品賞[5]
- 第16回日本映画プロフェッショナル大賞：作品賞、新人監督賞
- 第2回（2007年度開催）KINOTAYO現代日本映画祭：ソレイユ・ドール 新人賞